# RuneSoft

Ehemaliges Logo der E.P.I.C. Interactive Entertainment

Runesoft GmbH ist ein deutsches Studio für Computerspiele. Es entwickelt keine eigenen Titel, sondern setzt Spiele anderer Studios für alternative Plattformen wie MacOS und Linux, anfänglich auch Amiga und seit einigen Jahren iOS um. In der Regel handelt es sich dabei um Spiele deutscher Studios, wie die Ankh-Serien und die vom Leipziger Computerspieleentwickler Knut Müller hervorgebrachte RHEM-Serie. Häufig werden diese Umsetzungen von RuneSoft auch veröffentlicht; das Unternehmen tritt also auch als Publisher auf.

## Geschichte
Der Spieleentwickler wurde im Jahre 2000 in Tübingen unter dem Namen e.p.i.c. interactive entertainment gmbh gegründet. Im Jahre 2005 änderte er seinen Namen in RuneSoft. Seinen Sitz hat das Unternehmen im Wilsdruffer Stadtteil Kesselsdorf bei Dresden.
Beginnend mit dem Jahr 2012 begann Runesoft damit, einige Spiele aus dem Angebotskatalog über den digitalen Distributor Desura zu vertreiben.

## Veröffentlichte Titel

### Veröffentlicht
- Birdie Shoot (Windows, Mac OS X und MorphOS)
- Cold War (Mac OS X)
- Alida (Mac OS X)
- Ankh (Linux und Mac OS X)
  - Ankh: Heart of Osiris (Linux und Mac OS X)
  - Ankh: Battle of the Gods (Mac OS X)
- Jack Keane (Linux und Mac OS X)
- Rhem (Windows und Mac OS X)
- Rhem 2 (Windows und Mac OS X)
- Rhem 3: The Secret Library (Windows und Mac OS X)
- Rhem 4 (Windows und Mac OS X)
- Simon the Sorcerer II (Mac OS X und AmigaOS)
- The Feeble Files (Mac OS X und AmigaOS)
- 101 Puppy Pets (Mac OS X)
- Barkanoid 2 (Linux, Mac OS X, und MorphOS)
- Big Bang Board Games (Mac OS X)
- Buku Kakuro (Mac OS X)
- Buku Sudoku (Mac OS X)
- Burning Monkey Mahjong (Mac OS X)
- Burning Monkey Solitaire (Windows und Mac OS X)
- Dr. Tool (R) Maths Trainer (Mac OS X)
- Dr. Tool (R): Eye Trainer (Mac OS X)
- Dr. Tool (R) Brain Jogging Vol. 2 (Mac OS X)
- Mahjongg Mac (Mac OS X)
- MangaJONGG (Mac OS X)
- Metris IV (Mac OS X)
- Murmeln and More (Mac OS X)
- Solitaire Mac (Mac OS X)
- The Legend of Egypt (Mac OS X)
- The Legend of ROME (Mac OS X)
- The Legend of the Tolteks (Mac OS X)
- Toysight (Mac OS X)
- Global Conflicts: Palestine (Mac OS X)
- Global Conflicts: Latin America (Mac OS X)
- Gorky 17 (Mac OS X)
- Dream Pinball 3D (Mac OS X)
- Pet Doc (Mac OS X)
- Airline Tycoon Deluxe (Linux, Mac OS X, MorphOS und magnussoft ZETA)
- Blitzkrieg (Mac OS X)
- Chicago 1930 (Mac OS X)
- Earth 2140 (Mac OS X und AmigaOS)
- Europa Universalis 3 (Mac OS X)
- Hearts Of Iron III (Mac OS X)
- Knights and Merchants (Mac OS X und MorphOS)
- Lemurs (Mac OS X)
- Northland (Linux und Mac OS X)
- Robin Hood – Die Legende von Sherwood (Linux, Mac OS X, MorphOS und magnussoft ZETA)
- Software Tycoon (AmigaOS)
- Strategy 6 (Mac OS X)
- The 8th Wonder of the World (Mac OS X)
- X3 Terran Conflict (Mac OS X)

### Derzeitige Projekte
- Reading the Dead (Mac OS X)